# Moneglia
Moneglia (ligur nyelven Moneggia) település Olaszországban, Liguria régióban, Genova megyében. Lakosainak száma 2528 fő (2023. január 1.). Moneglia Casarza Ligure, Castiglione Chiavarese, Deiva Marina és Sestri Levante községekkel határos.

## Népesség
A település lakossága az elmúlt években az alábbi módon változott:
| Lakosok száma | 2793 | 2798 | 2528 |
|               | 2017 | 2018 | 2023 |